# Ann-Britt Leyman
Ann-Britt Leyman po mężu Olsson (ur. 10 czerwca 1922 w  Stenungsund, zm. 5 stycznia 2013 w Göteborgu) – szwedzka lekkoatletka, specjalistka sprintu i skoku w dal, medalistka olimpijska z 1948.
Na mistrzostwach Europy w 1946 w Oslo zajęła 4. miejsce w finale biegu na 100 metrów, 6. miejsce w biegu na 200 metrów i 5. miejsce w sztafecie 4 × 100 metrów.
Zdobyła brązowy medal w skoku w dal na igrzyskach olimpijskich w 1948 w Londynie, a w biegu na 200 metrów odpadła w przedbiegach.
Piętnastokrotna mistrzyni Szwecji w latach 1941-1949. Rekordzistka kraju.
Rekordy życiowe Leyman:
| Konkurencja        | Data i miejsce              | Wynik  |
| ------------------ | --------------------------- | ------ |
| Bieg na 100 metrów | 28 sierpnia 1948, Jönköping | 12,0 s |
| Bieg na 200 metrów | 1948                        | 25,8 s |
| skok w dal         | 4 sierpnia 1948, Londyn     | 5,58 m |